# Goá
Goá (llamada oficialmente San Xurxo de Goá) es una parroquia española del municipio de Cospeito, en la provincia de Lugo, Galicia.

## Organización territorial
La parroquia está formada por treinta y una entidades de población, constando treinta de ellas en el nomenclátor del Instituto Nacional de Estadística español:
- Arneiro
- Belide
- Borrigón
- Bouza (A Bouza)
- Carballa
- Carballal
- Casablanca (A Casabranca)
- Castro (O Castro)
- Celeirote
- Cerveiro
- Cima da Vila (Cima de Vila)
- Faladoira
- Fontes (As Fontes)
- Franqueira
- Freires
- Golpilleira
- Granda de Abaixo
- Granda de Arriba
- Guelas (Goelas)
- Guisande
- Iglesia (A Igrexa)
- Lamela
- Mide
- Os Carrás
- Pacio
- Pedregal
- Pedreiras
- Rebordelo
- Riocasales (Riocasás)
- Tumbo
- Vista Alegre

## Demografía
| Gráfica de evolución demográfica de Goá entre 2000 y 2019 |
|                                                           |
| Datos según el nomenclátor publicado por el INE.          |